# Iwan Pesterew
Iwan Pesterew (* 27. Juli 1975 in Ischewsk, Sowjetunion) ist ein früherer belarussischer Biathlet.
Iwan Pesterew lebt in Tolochin und trainierte in Wizebsk. Er war für den Armeesportklub Minsk aktiv. Der Spödat begann 1987 mit dem Biathlonsport. Er gab 1996 sein Debüt im Biathlon-Weltcup bei Rennen in Osrblie. Im Einzel wurde er 83., im Sprint 86. Es dauerte ein Jahr, bis er in Oberhof erneut zum Einsatz kam und mit den Rängen 42 seine Platzierungen in etwa halbierte. Bis 2001 kam er zu mehr als 30 Einsätzen im Weltcup, ohne jedoch je Punkte zu gewinnen. Doch wurde er 1998 in Osrblie mit Oleksij Ajdarow, Wadim Saschurin und Oleg Ryschenkow im Staffelrennen Zweiter. Bei den Biathlon-Europameisterschaften 1998 im heimischen Minsk gewann er mit Igor Pesterew, Alexander Iwanowski und Dimitri Schichow hinter den Staffeln aus Deutschland und Norwegen die Bronzemedaille. 2000 wurde der Belarusse in Kościelisko 34. des Einzels, 31. des Sprints und 25. der Verfolgung. Mit Sjarhej Nowikau, Sjarhej Sakalouski und Rustam Waliullin kam er im Staffelrennen zudem auf Platz sechs. Ein Jahr später kam Pesterew in der Haute-Maurienne in allen vier Rennen zum Einsatz. Im Einzel verpasste sie als 12. knapp die Top Ten, wurde 47. des Sprints und verbesserte sich im Verfolgungsrennen danach bis auf den 30. Platz. Im Staffelrennen lief er an der Seite von Nowikau, Pjotr Iwaschka und Waliullin auf den fünften Platz. Seit 2002 kam Pesterew im Winter nur noch auf europäischer Ebene oder bei speziellen Rennen zum Einsatz. So erreichte er bei den Militär-Skiweltmeisterschaften 2004 in Östersund 44. des Sprints und mit Sjarhej Daschkewitsch, Aljaksandr Mytnik und Uladsimir Miklascheuski 16. mit der Militärpatrouille.
Seit den 2000er Jahren widmete sich Pesterew vermehrt dem Sommerbiathlon. Bei den Weltmeisterschaften 2000 in Chanty-Mansijsk kam er auf den 14. Platz im Sprint, wurde 12. des Verfolgungsrennens und mit Aljaksandr Uszinau, Dsjanis Bystryk und Nowikau Fünfter im Staffelrennen. 2001 gewann er in Jamrozowa Polana hinter Ilmārs Bricis und Dimitri Borovik die Bronzemedaille im Verfolgungsrennen und wurde mit Ajdarow, Ustinow und Waliullin den Titel im Staffelrennen. Ein Jahr später wurde Pesterew in Jablonec nad Nisou als Startläufer der Staffel mit Nowikau, Uszinau und Saschurin hinter Russland Zweiter. 2004 verpasste er mit der belarussischen Staffel in Forni Avoltri als Viertplatzierter eine weitere Medaille und wurde zudem Zehnter des Sprints, Achter der Verfolgung und Elfter im Massenstartrennen. Die Weltmeisterschaften 2004 in Osrblie brachten an der Seite von Aljaksandr Syman, Waliullin und Uszinau den Gewinn des zweiten Weltmeistertitels im Staffelrennen. Zudem wurde er bei den letzten Rennen seiner Karriere 14. des Sprints, Achter der Verfolgung und Elfter im Massenstart.

## Platzierungen im Biathlon-Weltcup
Die Tabelle zeigt alle Platzierungen (je nach Austragungsjahr einschließlich Olympische Spiele und Weltmeisterschaften).
- 1.–3. Platz: Anzahl der Podiumsplatzierungen
- Top 10: Anzahl der Platzierungen unter den ersten zehn (einschließlich Podium)
- Punkteränge: Anzahl der Platzierungen innerhalb der Punkteränge (einschließlich Podium und Top 10)
- Starts: Anzahl gelaufener Rennen in der jeweiligen Disziplin

| Platzierung | Einzel | Sprint | Verfolgung | Massenstart | Team | Staffel | Gesamt |
| ----------- | ------ | ------ | ---------- | ----------- | ---- | ------- | ------ |
| 1. Platz    |        |        |            |             |      |         |        |
| 2. Platz    |        |        |            |             |      | 1       | 1      |
| 3. Platz    |        |        |            |             |      |         |        |
| Top 10      |        |        |            |             |      | 2       | 2      |
| Punkteränge |        |        |            |             |      | 3       | 3      |
| Starts      | 9      | 17     | 5          |             |      | 3       | 34     |